# Население Брестской области

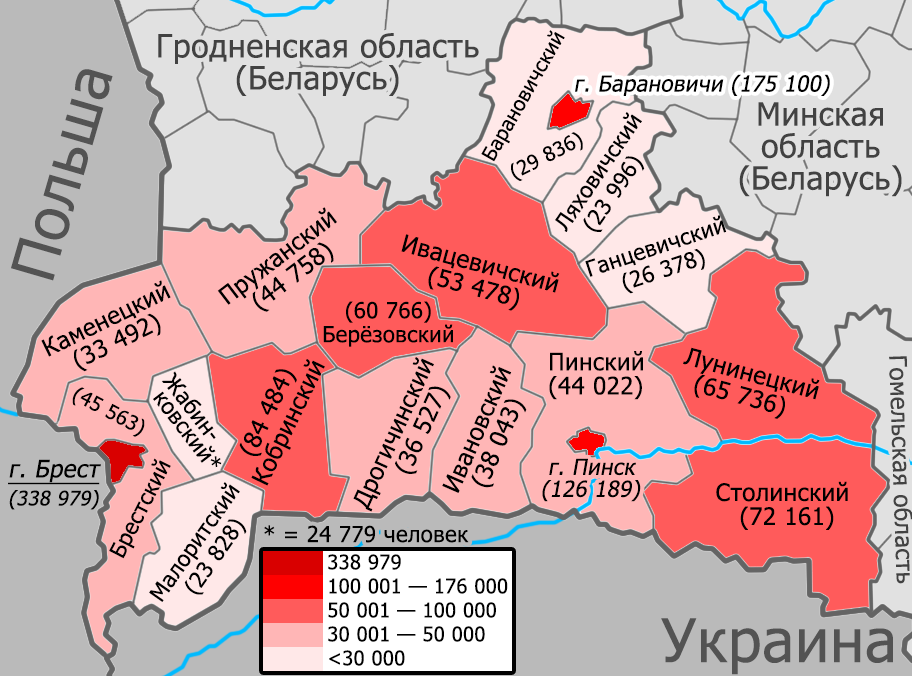
Население по районам Брестской области по переписи 2019 года

Численность населения Брестской области (бел. Насельніцтва Брэсцкай вобласці) составляет 1 324 027 человек (на 1 января 2022 года). По численности населения область уступает Минску, Минской области и Гомельской области. С 1995 года численность населения области уменьшается (кроме 2015 года). Доля городского населения — 71,4 %, сельского — 28,6 % (2022). В области расположено несколько крупных городов: Брест (340,7 тыс. человек в 2022 году) — шестой по численности населения город в Республике Беларусь, Барановичи (173 тыс.) — восьмой, Пинск (125,1 тыс.) — десятый.

## Динамика
Численность населения Брестской области в современных границах, тыс. человек
| год       | 1939   | 1950   | 1955   | 1960   | 1965   | 1970   | 1975   | 1980   | 1985   | 1990   |
| --------- | ------ | ------ | ------ | ------ | ------ | ------ | ------ | ------ | ------ | ------ |
| население | 1208,9 | 1186,2 | 1142   | 1191,5 | 1234   | 1292,8 | 1332,8 | 1367   | 1407,5 | 1460,5 |
| год       | 1995   | 1996   | 1997   | 1998   | 1999   | 2000   | 2001   | 2002   | 2003   | 2004   |
| население | 1497,4 | 1494,3 | 1491,9 | 1488,5 | 1485,1 | 1481,9 | 1477,4 | 1469,8 | 1461   | 1450,2 |
| год       | 2005   | 2006   | 2007   | 2008   | 2009   | 2010   | 2011   | 2012   | 2013   | 2014   |
| население | 1439,3 | 1426,8 | 1417,8 | 1409,7 | 1404,4 | 1397,7 | 1391,2 | 1385,4 | 1381,2 | 1376   |
| год       | 2015   | 2016   | 2017   | 2018   | 2019   | 2020   | 2021   | 2022   |        |        |
| население | 1372,6 | 1367,1 | 1362,9 | 1357,3 | 1350,8 | 1347,2 | 1338   | 1324   |        |        |

Прирост населения до 2020 года отмечался только в городах областного подчинения (Брест, Барановичи, Пинск) и Брестском районе, во всех остальных районах наблюдается убыль. За 2020 год численность населения выросла только в Бресте и Брестском районе.

## Городское и сельское население
В трёх городах областного подчинения проживает 638,8 тыс. человек (340,7 тыс. в Бресте, 173 тыс. в Барановичах, 125,1 тыс. в Пинске; данные за 2022 год). Доля городского населения непрерывно растёт с 1950 года, однако в 2019 году был впервые зафиксировано снижение доли городского населения на 0.5 %.
| год                 | 1939  | 1950  | 1955  | 1960  | 1965  | 1970  | 1975  | 1980  | 1985  | 1990  |
| ------------------- | ----- | ----- | ----- | ----- | ----- | ----- | ----- | ----- | ----- | ----- |
| городское население | 16,8% | 17,1% | 21,1% | 24,6% | 28,6% | 34,8% | 40,6% | 46,2% | 51,8% | 57,5% |
| год                 | 1995  | 1996  | 1997  | 1998  | 1999  | 2000  | 2001  | 2002  | 2003  | 2004  |
| городское население | 59,7% | 59,9% | 60,1% | 60,3% | 60,8% | 61,1% | 61,5% | 61,8% | 62,1% | 62,4% |
| год                 | 2005  | 2006  | 2007  | 2008  | 2009  | 2010  | 2011  | 2012  | 2013  | 2014  |
| городское население | 62,7% | 63,1% | 63,5% | 64,5% | 65%   | 65,7% | 66,5% | 67,2% | 67,8% | 68,8% |
| год                 | 2015  | 2016  | 2017  | 2018  | 2019  | 2020  | 2021  | 2022  |       |       |
| городское население | 69,4% | 69,8% | 70,2% | 70,5% | 70%   | 70,5% | 70,9% | 71,4% |       |       |

## Рождаемость и смертность
В 2019 году в Брестской области родилось 14 674 человек и умерло 17 650 человек. Коэффициент рождаемости в пересчёте на 1000 человек составил 10,9 . Коэффициент смертности — 13,1 . Естественная убыль населения в 2019 году составила -2976 человек, хотя в 2013—2016 годах наблюдался естественный прирост. В 2018 году коэффициент рождаемости составлял 11,1, коэффициент смертности — 12,7.
Самая высокая рождаемость в 2019 году наблюдалась в Столинском (14,6), Дрогичинском (11,8), Жабинковском (11,8), Ивановском (11,6) и Брестском районах (11,2; без Бреста), самая низкая — в Пружанском (8,7) и Берёзовском (9,8) районах. Самая высокая смертность в 2019 году была зарегистрирована в Барановичском районе (22,2; без Барановичей), самая низкая — в Бресте (8,3) и Пинске (9,8).
В 2019 году естественный прирост населения наблюдался только в Бресте (родилось на 736 человек больше, чем умерло) и Пинске (129). В 2018 году естественный прирост наблюдался также в Брестском районе. Естественная убыль населения была наиболее значительной в Пружанском и Пинском районах (-445 и -435 человек, или -9,7 и -9,6  на 1000 человек соответственно).
| Коэффициенты рождаемости по области и БССР/Республике Беларусь:                                 |
| Графики недоступны из-за технических проблем. См. информацию на Фабрикаторе и на mediawiki.org. |

| Коэффициенты смертности по области и БССР/Республике Беларусь:                                  |
| Графики недоступны из-за технических проблем. См. информацию на Фабрикаторе и на mediawiki.org. |

Коэффициенты рождаемости и смертности по районам в 2017 году:

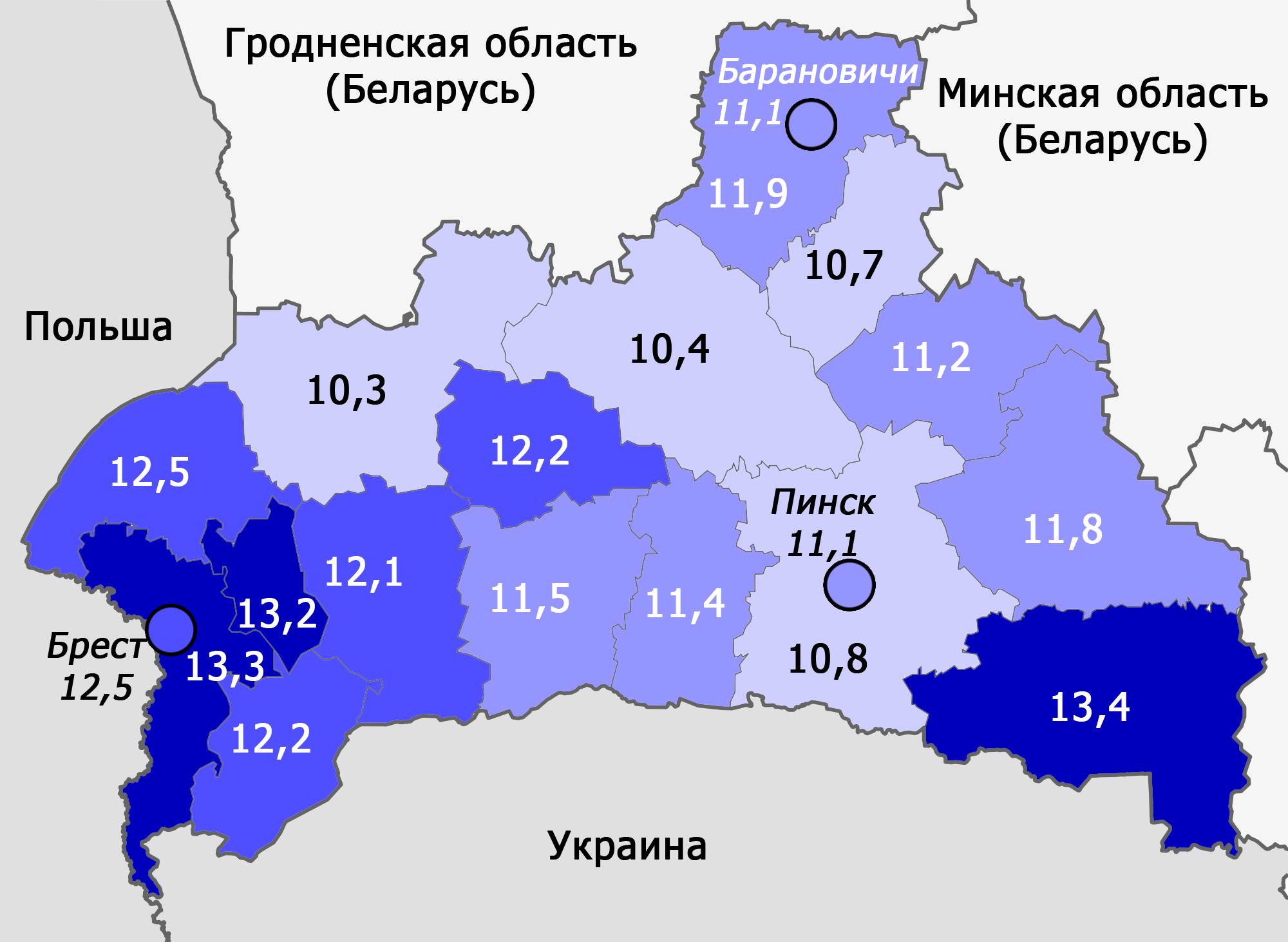
Рождаемость по районам области (2017)
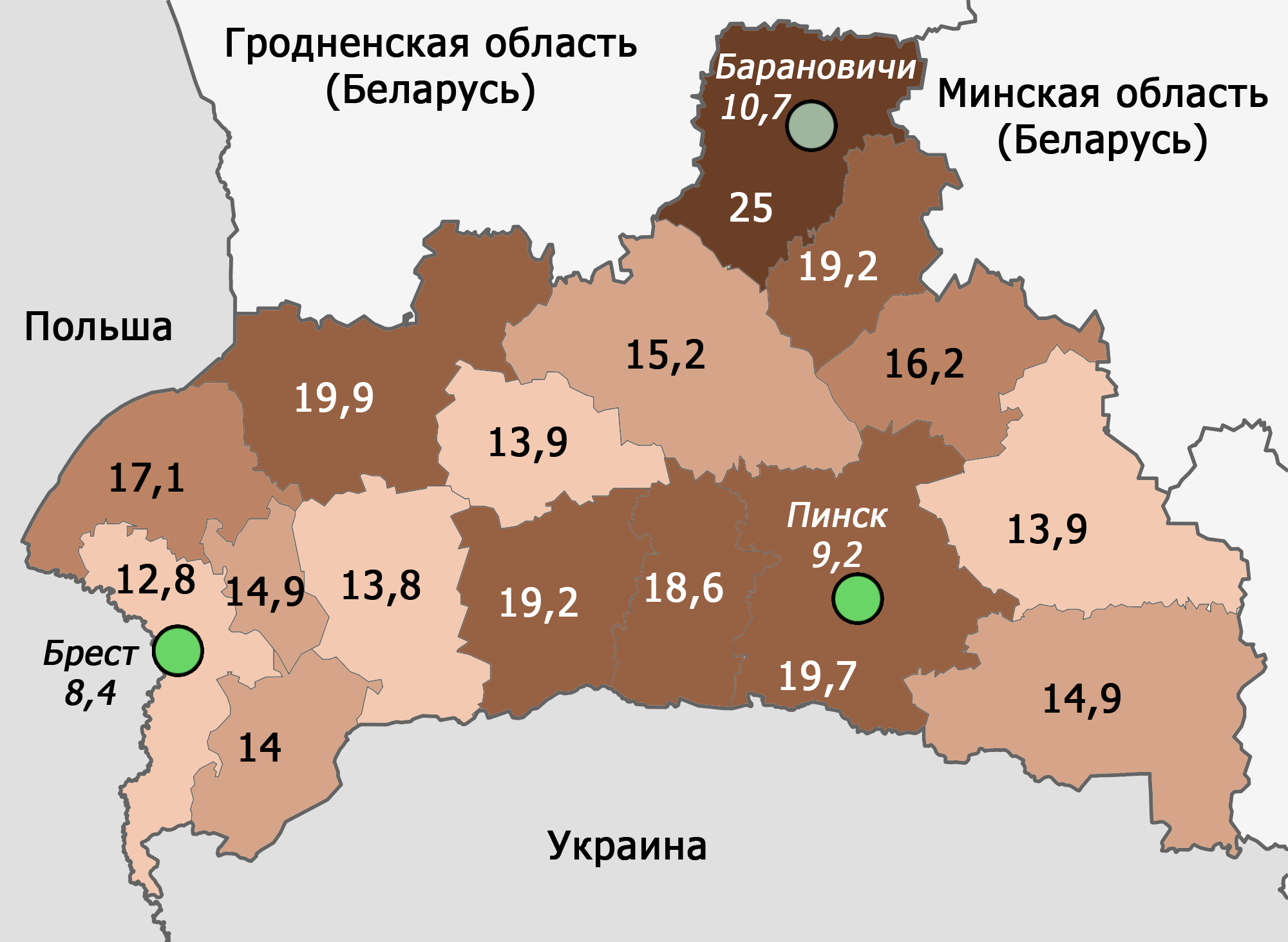
Смертность по районам области (2017)

| Административная единица | Родилось | Умерло | Сальдо |
| ------------------------ | -------- | ------ | ------ |
| Вся область              | 14674    | 17650  | -2976  |
| Брест                    | 3655     | 2919   | +736   |
| Барановичи               | 1676     | 1920   | -244   |
| Пинск                    | 1486     | 1357   | +129   |
| Барановичский район      | 316      | 669    | -353   |
| Берёзовский район        | 610      | 926    | -316   |
| Брестский район          | 478      | 528    | -50    |
| Ганцевичский район       | 269      | 460    | -191   |
| Дрогичинский район       | 419      | 699    | -280   |
| Жабинковский район       | 285      | 319    | -34    |
| Ивановский район         | 435      | 628    | -193   |
| Ивацевичский район       | 562      | 839    | -277   |
| Каменецкий район         | 378      | 585    | -207   |
| Кобринский район         | 941      | 1114   | -173   |
| Лунинецкий район         | 722      | 985    | -263   |
| Ляховичский район        | 263      | 481    | -218   |
| Малоритский район        | 251      | 369    | -112   |
| Пинский район            | 471      | 906    | -435   |
| Пружанский район         | 401      | 846    | -445   |
| Столинский район         | 1056     | 1106   | -50    |

## Национальный состав

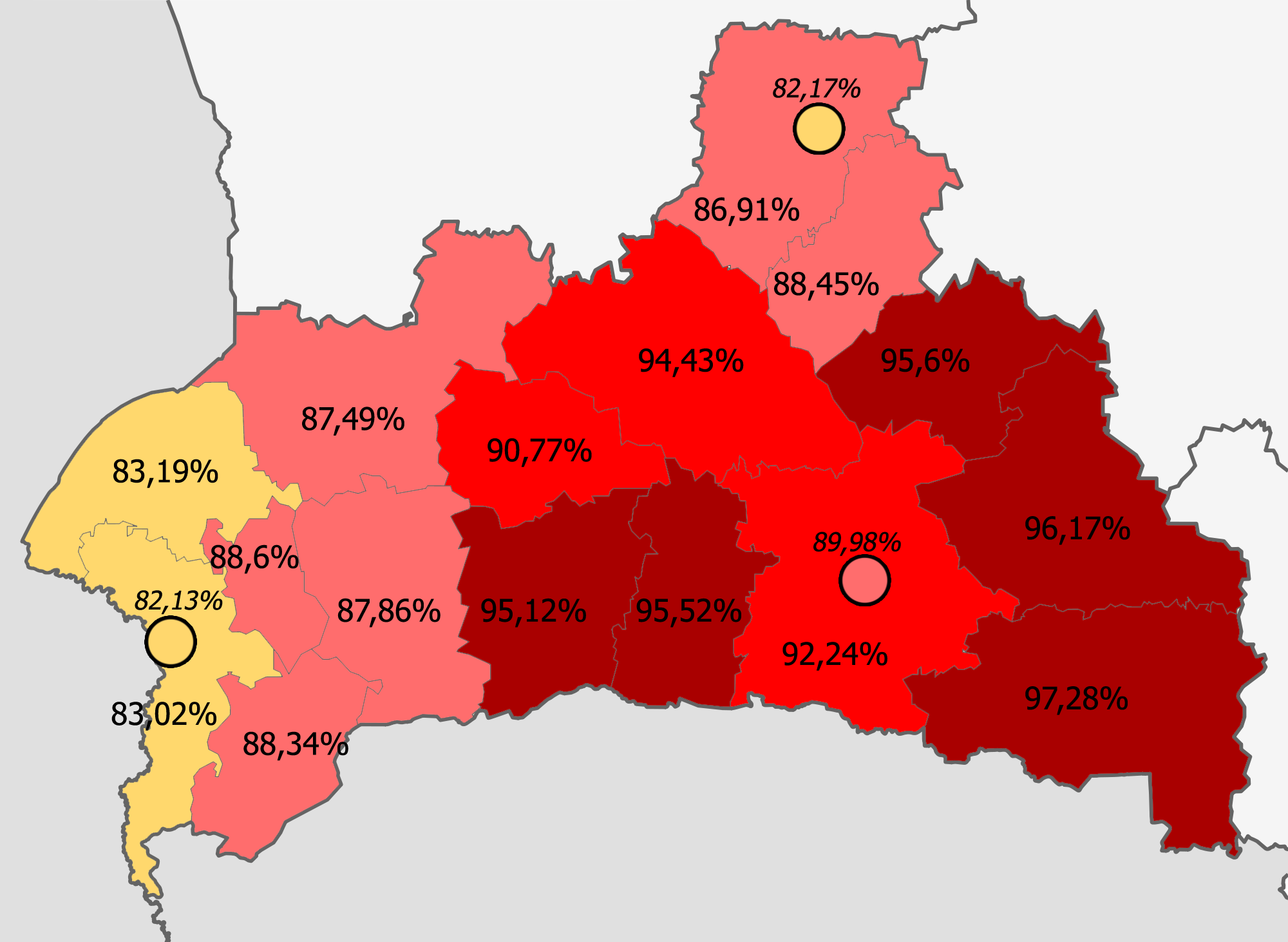
Доля белорусов по районам и городам областного подчинения (2009 год)
>95%
90—95%
85—90%
<85%

В национальном составе населения выделяются (по данным переписи 2009 года): белорусы — 88,02 %, русские — 6,4 %, украинцы — 2,86 %, поляки — 1,25 %, прочие — менее 1,5 % (в основном евреи, цыгане, татары и армяне). Еврейское население, ранее многочисленное, в основной своей массе эмигрировало в Израиль, Германию и США.
Между районами и городами областного подчинения наблюдаются небольшие различия в численности крупнейших этнических групп. Доля русских наиболее велика в крупных городах, украинцев — в юго-западных районах, поляков — в северных районах. Доля белорусов в общей численности населения наименьшая в Бресте (82,13 %) и Барановичах (82,17 %), среди районов — в Брестском районе (83,02 %) и Каменецком районе (83,19 %). Наибольшая доля белорусов зарегистрирована в Столинском районе (97,28 %) и Лунинецком районе (96,17 %). Доля русских варьируется от 1,15 % в Столинском районе и 1,8 % в Ивановском районе до 10,67 % в Бресте и 9,73 % в Барановичах; доля украинцев — от 0,64 % в Ганцевичском районе до 7,36 % в Каменецком районе, 7,18 % в Малоритском районе и 6,93 % в Брестском районе. Меньше всего поляков в Столинском районе (0,1 %), Дрогичинском и Ивановском районах (0,11 %), больше всего — в Ляховичском районе (6,47 %). Доля армян в общей численности населения варьируется от 0,02 % в Ивацевичском районе до 0,21 % в Брестском районе; доля татар — от менее 0,01 % в Столинском районе до 0,14 % в Ляховичском районе; доля цыган — от менее 0,01 % в Пинске и Бресте до 0,2 % в Столинском районе.
| Национальный состав по переписи 2019 года (всего — 1 348 115 человек) | Национальный состав по переписи 2019 года (всего — 1 348 115 человек) | Национальный состав по переписи 2019 года (всего — 1 348 115 человек) | Национальный состав по переписи 2019 года (всего — 1 348 115 человек) | Национальный состав по переписи 2019 года (всего — 1 348 115 человек) | Национальный состав по переписи 2019 года (всего — 1 348 115 человек) | Национальный состав по переписи 2019 года (всего — 1 348 115 человек) | Национальный состав по переписи 2019 года (всего — 1 348 115 человек) | Национальный состав по переписи 2019 года (всего — 1 348 115 человек) | Национальный состав по переписи 2019 года (всего — 1 348 115 человек) | Национальный состав по переписи 2019 года (всего — 1 348 115 человек) |
|                                                                       | белорусы                                                              | белорусы                                                              | русские                                                               | русские                                                               | украинцы                                                              | украинцы                                                              | поляки                                                                | поляки                                                                | армяне                                                                | армяне                                                                |
| --------------------------------------------------------------------- | --------------------------------------------------------------------- | --------------------------------------------------------------------- | --------------------------------------------------------------------- | --------------------------------------------------------------------- | --------------------------------------------------------------------- | --------------------------------------------------------------------- | --------------------------------------------------------------------- | --------------------------------------------------------------------- | --------------------------------------------------------------------- | --------------------------------------------------------------------- |
| Всего                                                                 | 1 171 835                                                             | 86,92 %                                                               | 97 936                                                                | 7,26 %                                                                | 37 648                                                                | 2,79 %                                                                | 14 893                                                                | 1,1 %                                                                 | 1017                                                                  | 0,08 %                                                                |
| городское                                                             | 810 497                                                               | 85,46 %                                                               | 81 114                                                                | 8,55 %                                                                | 25 524                                                                | 2,69 %                                                                | 11 034                                                                | 1,16 %                                                                | 650                                                                   | 0,07 %                                                                |
| сельское                                                              | 361 338                                                               | 90,39 %                                                               | 16 822                                                                | 4,21 %                                                                | 12 124                                                                | 3,03 %                                                                | 3859                                                                  | 0,97 %                                                                | 367                                                                   | 0,09 %                                                                |
|                                                                       | евреи                                                                 | евреи                                                                 | цыгане                                                                | цыгане                                                                | татары                                                                | татары                                                                | немцы                                                                 | немцы                                                                 | азербайджанцы                                                         | азербайджанцы                                                         |
| Всего                                                                 | 943                                                                   | 0,07 %                                                                | 907                                                                   | 0,07 %                                                                | 773                                                                   | 0,06 %                                                                | 591                                                                   | 0,04 %                                                                | 538                                                                   | 0,04 %                                                                |
| городское                                                             | 857                                                                   | 0,09 %                                                                | 551                                                                   | 0,06 %                                                                | 610                                                                   | 0,06 %                                                                | 266                                                                   | 0,03 %                                                                | 366                                                                   | 0,04 %                                                                |
| сельское                                                              | 86                                                                    | 0,02 %                                                                | 356                                                                   | 0,09 %                                                                | 163                                                                   | 0,04 %                                                                | 325                                                                   | 0,08 %                                                                | 172                                                                   | 0,04 %                                                                |
|                                                                       | литовцы                                                               | литовцы                                                               | молдаване                                                             | молдаване                                                             | туркмены                                                              | туркмены                                                              | грузины                                                               | грузины                                                               | узбеки                                                                | узбеки                                                                |
| Всего                                                                 | 450                                                                   | 0,03 %                                                                | 338                                                                   | 0,03 %                                                                | 254                                                                   | 0,02 %                                                                | 206                                                                   | 0,02 %                                                                | 156                                                                   | 0,01 %                                                                |
| городское                                                             | 363                                                                   | 0,04 %                                                                | 178                                                                   | 0,02 %                                                                | 239                                                                   | 0,03 %                                                                | 175                                                                   | 0,02 %                                                                | 105                                                                   | 0,01 %                                                                |
| сельское                                                              | 87                                                                    | 0,02 %                                                                | 160                                                                   | 0,04 %                                                                | 15                                                                    | < 0,01 %                                                              | 31                                                                    | < 0,01 %                                                              | 51                                                                    | 0,01 %                                                                |
|                                                                       | казахи                                                                | казахи                                                                | латыши                                                                | латыши                                                                |                                                                       |                                                                       |                                                                       |                                                                       |                                                                       |                                                                       |
| Всего                                                                 | 127                                                                   | < 0,01 %                                                              | 122                                                                   | < 0,01 %                                                              |                                                                       |                                                                       |                                                                       |                                                                       |                                                                       |                                                                       |
| городское                                                             | 78                                                                    | < 0,01 %                                                              | 80                                                                    | < 0,01 %                                                              |                                                                       |                                                                       |                                                                       |                                                                       |                                                                       |                                                                       |
| сельское                                                              | 49                                                                    | 0,01 %                                                                | 42                                                                    | 0,01 %                                                                |                                                                       |                                                                       |                                                                       |                                                                       |                                                                       |                                                                       |

Расселение этнических групп в Брестской области по переписи 2009 года:

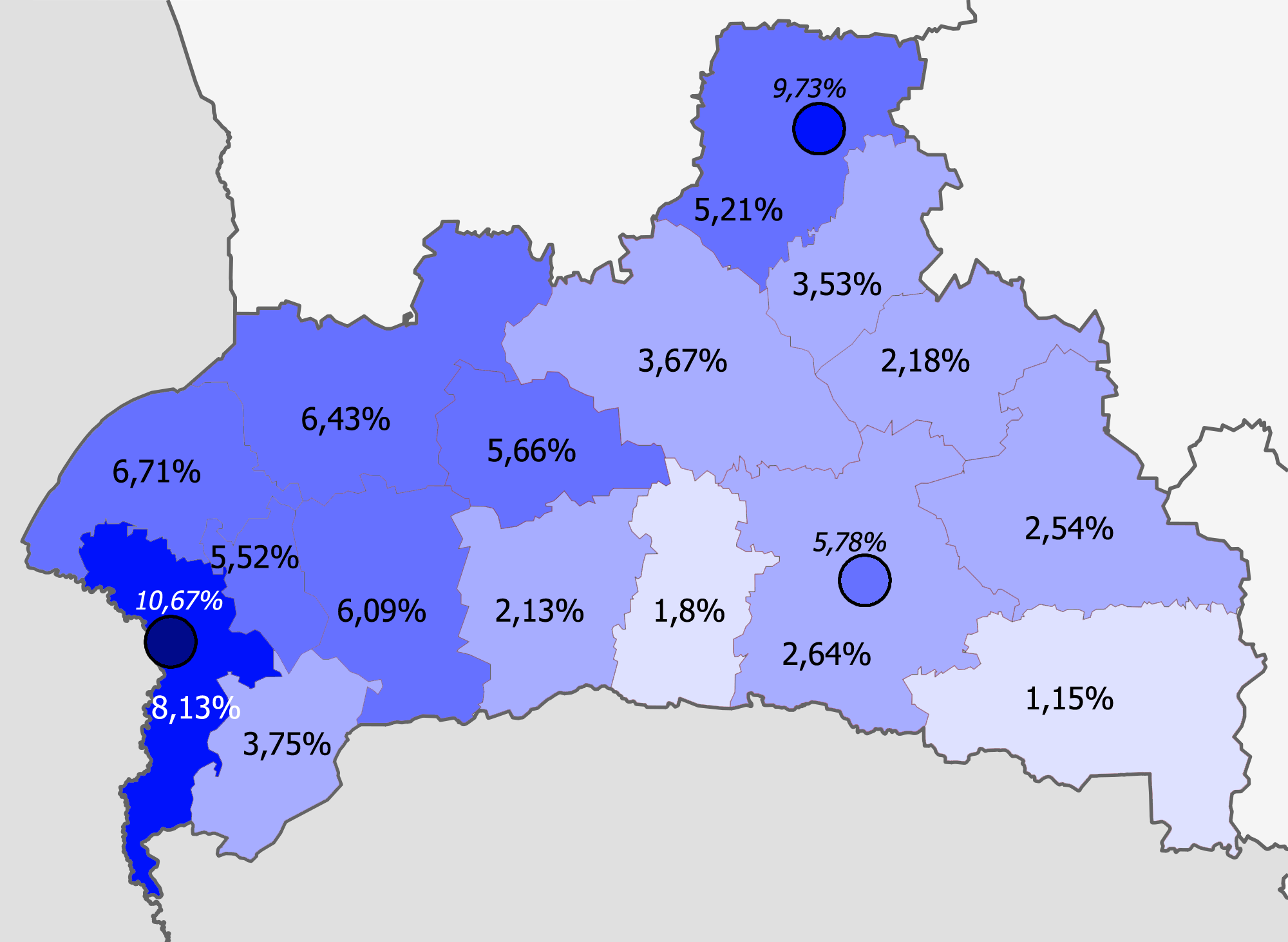
Доля русских по районам >10% 8–10% 5–8% 2–5% <2%
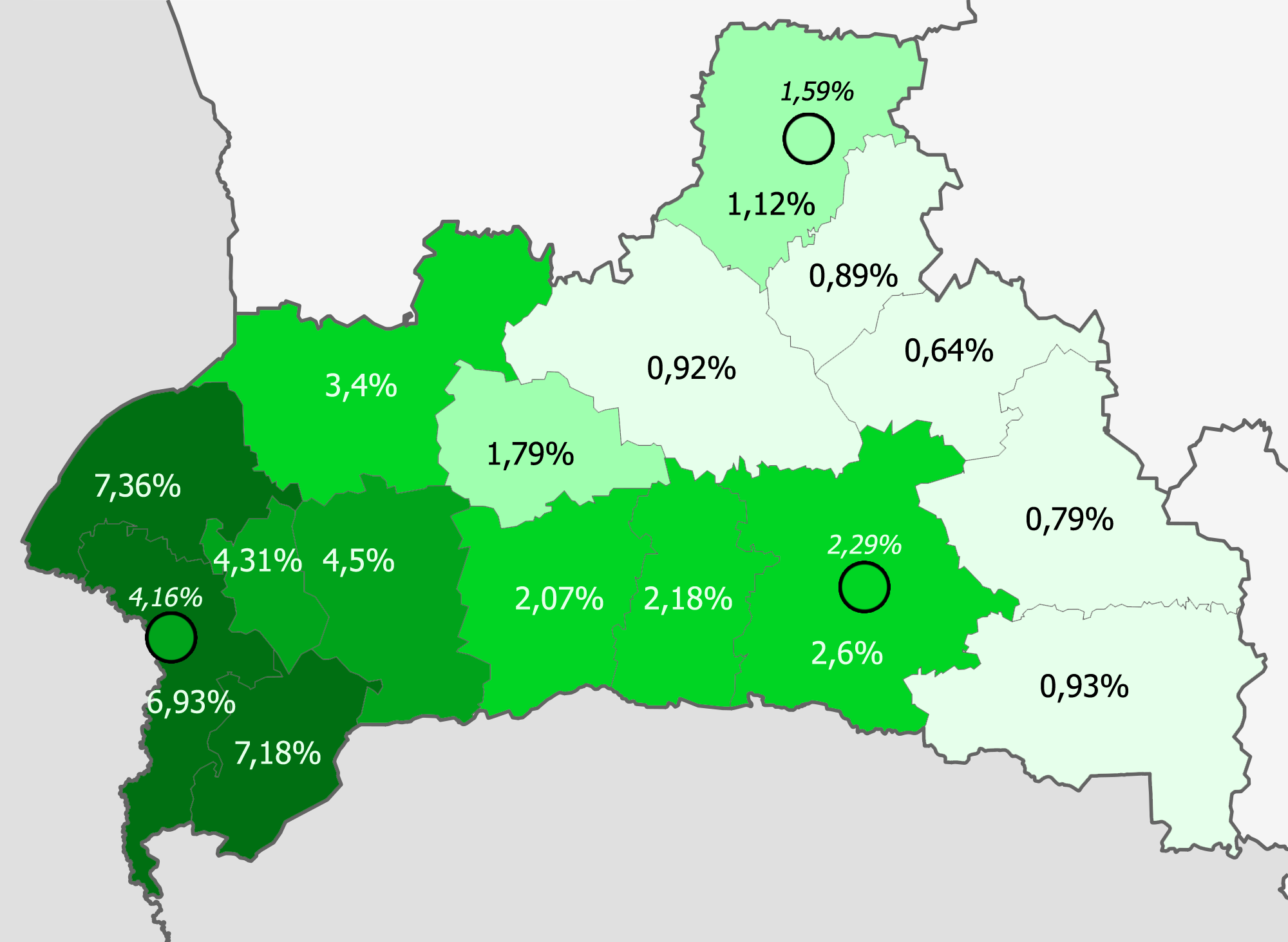
Доля украинцев по районам >6% 4–6% 2–4% 1–2% <1%
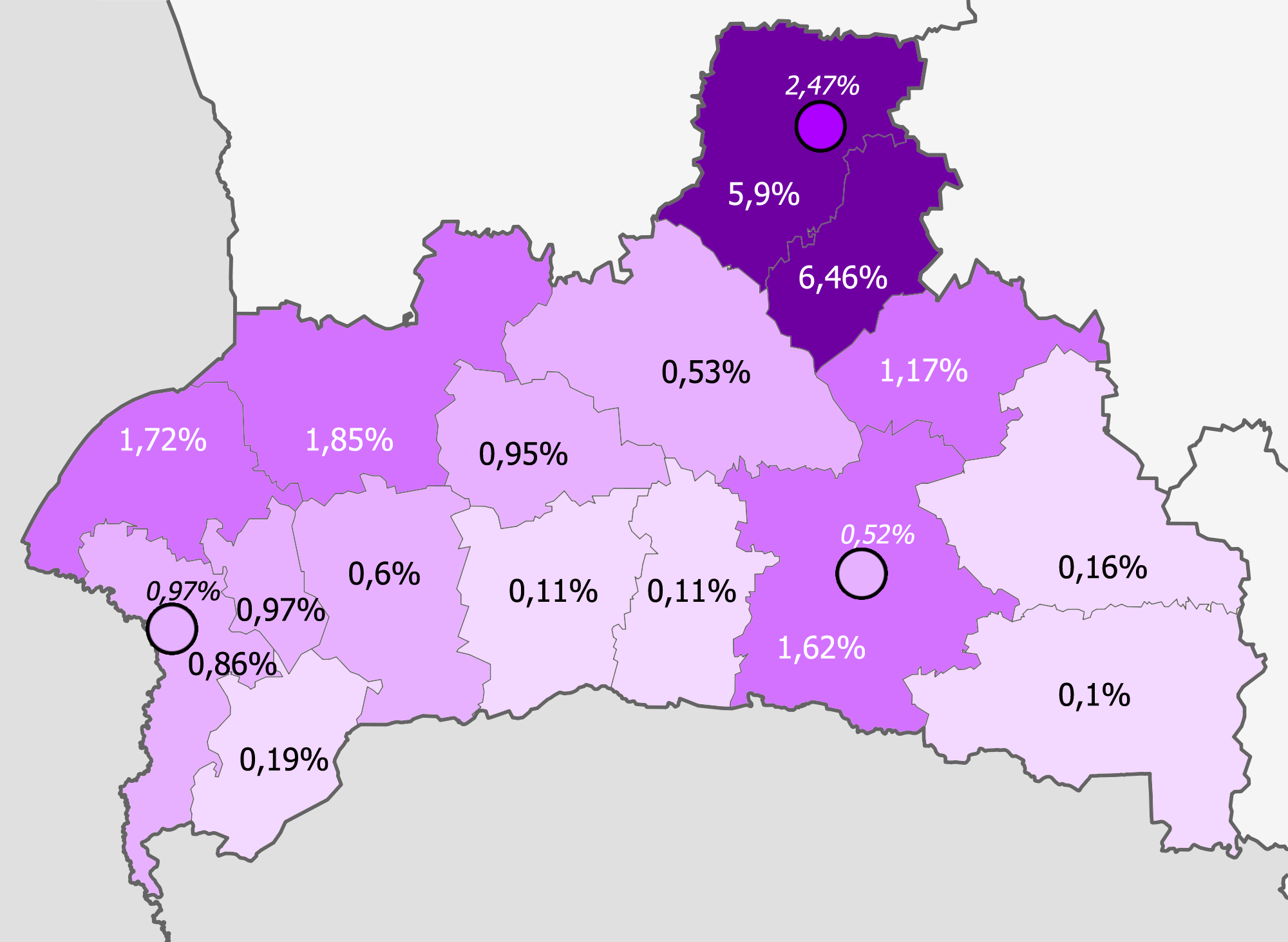
Доля поляков по районам >5% 2–5% 1–2% 0,5–1% <0,5%

## Языковой состав

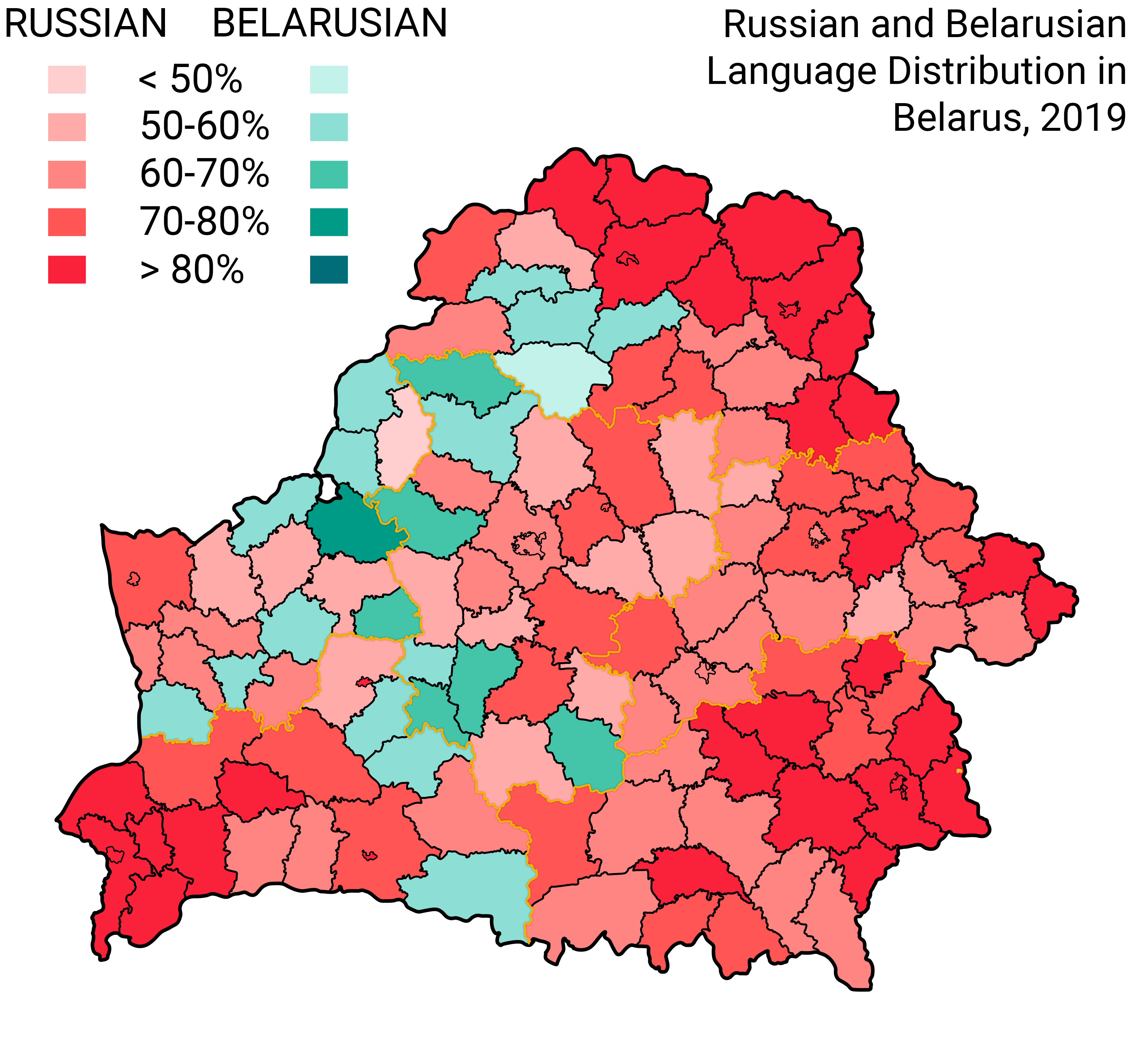
Языки домашнего общения в Беларуси по данным переписи 2019 года. Из 16 районов Брестской области преимущественно белорусскоязычными являлись 3, тогда как преимущественно русскоязычными — 13. Русский язык также преобладал в городах Брест, Барановичи и Пинск.

Родной язык населения Брестской области по данным переписей населения:
| Родной язык | 1999      | 1999    | 2009     | 2009     | 2019       | 2019     |
| Родной язык | человек   | доля    | человек  | доля     | человек    | доля     |
| ----------- | --------- | ------- | -------- | -------- | ---------- | -------- |
| Белорусский | 1 128 818 | 76,01 % | 751 927▼ | 53,66 %▼ | 1 037 661▲ | 76,97 %▲ |
| Русский     | 317 026   | 21,35 % | 597 391▲ | 42,63 %▲ | 270 525▼   | 20,07 %▼ |

Украинский язык является третьим по распространённости родным языком в регионе: по данным переписи 2009 года его таковым назвали 17 352 человека или 1,24 % населения Брестской области, по данным переписи 2019 года — 16 379 человек или 1,21 % населения Брестской области.
Между переписями 2009 и 2019 года доля сельского населения Брестской области, считающего белорусский язык родным, возросла на 5,2 % (с 77,7 % до 82,9 %), считающих таковым русский — сократилась на 5,4 % (с 19,3 % до 13,9 %). Доля городского населения Брестской области, считающего белорусский язык родным, возросла на 33,5 % (с 41,0 % до 74,5 %), считающих таковым русский — сократилась на 32,3 % (с 54,9 % до 22,6 %).
Язык домашнего общения населения Брестской области по данным переписей населения:
| Язык домашнего общения | 1999    | 1999    | 2009     | 2009     | 2019       | 2019     |
| Язык домашнего общения | человек | доля    | человек  | доля     | человек    | доля     |
| ---------------------- | ------- | ------- | -------- | -------- | ---------- | -------- |
| Белорусский            | 580 314 | 39,08 % | 374 183▼ | 26,70 %▼ | 218 686▼   | 16,22 %▼ |
| Русский                | 893 881 | 60,19 % | 982 406▲ | 70,11 %▲ | 1 103 858▲ | 81,88 %▲ |

Украинский язык является третьим по распространённости языком домашнего общения в регионе: по данным переписи 2019 года его таковым назвали 5 473 человека или 0,41 % населения Брестской области.
Между переписями 2009 и 2019 года доля сельского населения Брестской области, указавшего белорусский языком домашнего общения, сократилась на 22,1 % (с 58,9 % до 36,8 %), указавших таковым русский — возросла на 23,6 % (с 38,1 % до 61,7 %). Доля городского населения Брестской области, указавшего белорусский языком домашнего общения, сократилась на 2,2 % (с 9,8 % до 7,6 %), указавших таковым русский — возросла на 3,5 % (с 86,9 % до 90,4 %).
Согласно официальным данным, 69,2 % имеющих право голоса жителей Брестской области приняли участие в голосовании на референдуме 1995 года, из них 82,9 % поддержали придание русскому языку равного с белорусским статуса государственного языка.
Из-за проведения властями Беларуси политики русификации системы образования, в Брестской области, как и в стране в целом, наблюдается сокращение доли учеников, получающих общее среднее образование на белорусском языке. Динамика соотношения языков преподавания в дневных учреждениях общего среднего образования в Брестской области по данным Национального статистического комитета Республики Беларусь:
| Язык преподавания | Учебный год | Учебный год | Учебный год | Учебный год | Учебный год | Учебный год | Учебный год | Учебный год | Учебный год |
| Язык преподавания | 2010/11     | 2011/12     | 2012/13     | 2017/18     | 2018/19     | 2020/21     | 2021/22     | 2022/23     | 2023/24     |
| ----------------- | ----------- | ----------- | ----------- | ----------- | ----------- | ----------- | ----------- | ----------- | ----------- |
| Белорусский       | 24,5 %      | 23,8 %      | 22,9 %      | 18,4 %      | 17,4 %      | 15,72 %     | 15,35 %     | 14,21 %     | 13,61 %     |
| Русский           | 75,5 %      | 76,2 %      | 77,1 %      | 81,6 %      | 82,6 %      | 84,24 %     | 84,61 %     | 85,79 %     | 86,39 %     |

По данным Национального статистического комитета Республики Беларусь в 2024/25 году из 171 497 учащихся в дневных учреждениях общего среднего образования в Брестской области 22 479 (13,11 %) обучались на белорусском языке, в то время как 149 018 (86,89 %) — на русском.

## Продолжительность жизни
Ожидаемая продолжительность жизни в области в 2019 году составила 74,6 года (69,4 лет у мужчин, 79,6 у женщин; 75,7 лет среди городского населения, 72,1 среди сельского). Средняя продолжительность жизни выше средней по стране; по этому показателю область уступает только Минску и опережает остальные области.

## Миграция населения
В результате внутриреспубликанских и внешних миграций в Брестской области наблюдается устойчивая миграционная убыль населения. При этом сальдо внутренней миграции для Брестской области отрицательное (-1836 человек в 2017 году), а внешней миграции — положительное (+1357 человек в 2017 году). Самое популярное направление миграции из Брестской области внутри страны — Минск (от 5,7 до 7,5 тыс. человек ежегодно в 2010-е годы), из Минска в область приезжает наибольшее число людей (от 2,8 до 5,6 тыс. человек ежегодно в 2010-е годы). Другие популярные направления внутренней миграции — Гродненская и Минская области (по 1,5 — 2,5 тыс. человек ежегодно), в Гомельскую область ежегодно выезжает около тысячи человек и приезжает примерно столько же, в Витебскую и Могилёвскую области выезжает и приезжает из них 350—650 человек ежегодно.
По официальной статистике, которая учитывает только официально зарегистрировавшихся в органах по миграции Брестской области, больше всего людей приехало в Брестскую область из России (1007 человек в 2017 году), Украины (870 человек), Туркменистана (241 человек), Казахстана (221 человек), Польши (115 человек), Германии (95 человек), США (65 человек), Азербайджана (42 человека), Китая (41 человек). По этой же статистике, жители Брестской области чаще всего выезжают в Россию (748 человек в 2017 году), Туркменистан (259 человек), Украину (220 человек), Польшу (132 человека), Германию (55 человек), США (46 человек), Израиль (45 человек).
Устойчивый миграционный прирост населения в результате внутренней и внешней миграции наблюдается только в Бресте (1,7 — 3,8 тыс. человек ежегодно в 2010-е годы) и Брестском районе (от 50 до 990 человек ежегодно), миграционный прирост в Барановичах и Пинске в 2010—2014 годах сменился миграционной убылью в 2016—2017 годах (-357 человек в Барановичах за два года, -1289 в Пинске). В отдельные годы миграционный прирост населения наблюдался в Пинском районе. Из остальных районов уезжает больше людей, чем приезжает. Наибольшая миграционная убыль населения за 2013—2017 годы наблюдалась в Столинском (-3585 человек), Лунинецком (-3034 за тот же период), Дрогичинском (-2120) и Ивановском районах (-2008).
Число прибывших и выбывших по районам в 2017 году:
| Административная единица | Прибыло | Выбыло | Сальдо |
| ------------------------ | ------- | ------ | ------ |
| Брест                    | 8184    | 6009   | +2175  |
| Барановичи               | 4120    | 4464   | -344   |
| Пинск                    | 3772    | 4270   | -498   |
| Барановичский район      | 1075    | 1157   | -82    |
| Берёзовский район        | 1838    | 2191   | -353   |
| Брестский район          | 1461    | 1151   | +310   |
| Ганцевичский район       | 828     | 953    | -125   |
| Дрогичинский район       | 1230    | 1489   | -259   |
| Жабинковский район       | 829     | 832    | -3     |
| Ивановский район         | 1245    | 1468   | -223   |
| Ивацевичский район       | 1960    | 2029   | -69    |
| Каменецкий район         | 916     | 1161   | -245   |
| Кобринский район         | 2544    | 2676   | -132   |
| Лунинецкий район         | 1761    | 2083   | -322   |
| Ляховичский район        | 913     | 994    | -81    |
| Малоритский район        | 553     | 635    | -82    |
| Пинский район            | 1487    | 1490   | -3     |
| Пружанский район         | 1638    | 1661   | -23    |
| Столинский район         | 2524    | 2644   | -120   |

## Женщины и мужчины
На 1 января 2018 года в Брестской области проживало 732,8 тыс. женщин (52,9%) и 651,7 тыс. мужчин (47,1%). На 1000 мужчин приходилось 1124 женщины. В городах процент женщин в общей численности населения выше, чем в сельской местности (53,4% и 51,8% соответственно, или 1146 и 1073 к 1000). Процент женщин в Брестской области самый низкий среди всех областей и города Минска, в том числе чуть выше, чем в Могилёвской области (52,9%, или 1125 к 1000).

## Возрастные группы
На 1 января 2018 года в Брестской области насчитывалось 267 123 человека в возрасте моложе трудоспособного (137 327 мужчин и 129 796 женщин), 771 220 человек в трудоспособном возрасте (410 779 мужчин и 360 441 женщина), 346 153 человека в возрасте старше трудоспособного (103 615 мужчин и 242 518 женщин). Численность молодёжи (14-30 лет) составила 267 253 человека (140 005 мужчин и 127 248 женщин).
| Численность населения по полу и возрасту:                                                       |
| Графики недоступны из-за технических проблем. См. информацию на Фабрикаторе и на mediawiki.org. |

Доля населения по основным возрастным категориям (моложе трудоспособного возраста, в трудоспособном возрасте, старше трудоспособного возраста) по районам (на 1 января 2018 года):
| Административная единица | % моложе трудоспособного | % в трудоспособном | % старше трудоспособного |
| ------------------------ | ------------------------ | ------------------ | ------------------------ |
| Брест                    | 18,9                     | 60,7               | 20,4                     |
| Барановичи               | 18,1                     | 58                 | 23,9                     |
| Пинск                    | 19,2                     | 59,2               | 21,6                     |
| Барановичский район      | 19                       | 50                 | 31                       |
| Берёзовский район        | 19,1                     | 53,3               | 27,6                     |
| Брестский район          | 21,6                     | 53,5               | 24,9                     |
| Ганцевичский район       | 18,7                     | 52,6               | 28,7                     |
| Дрогичинский район       | 19,4                     | 49,4               | 31,2                     |
| Жабинковский район       | 19,9                     | 53,7               | 26,4                     |
| Ивановский район         | 21                       | 49,7               | 29,3                     |
| Ивацевичский район       | 17,7                     | 55,3               | 27                       |
| Каменецкий район         | 19,2                     | 52,3               | 28,5                     |
| Кобринский район         | 20,6                     | 53,6               | 25,8                     |
| Лунинецкий район         | 20,1                     | 53,1               | 26,8                     |
| Ляховичский район        | 17,7                     | 51,2               | 31,1                     |
| Малоритский район        | 20,9                     | 53,2               | 25,9                     |
| Пинский район            | 18,2                     | 48,4               | 33,4                     |
| Пружанский район         | 17,5                     | 51,4               | 31,1                     |
| Столинский район         | 23,1                     | 50,5               | 26,4                     |

## Браки и разводы
В 2017 году в области было заключено 9123 брака (6,6 на 1000 человек) и 4108 разводов (3 на 1000 человек). В городской местности уровень заключения и браков, и разводов выше, чем в сельской местности — 7,1 и 3,5 в городах и городских посёлках против 5,4 и 1,8 в сельской местности. Средний возраст вступления в первый брак в 1990—2017 годах вырос с 27,1 лет у мужчин и с 22 до 24,7 лет у женщин. В пересчёте на 1000 человек больше всего браков заключается в Барановичах (7,3) и Бресте (7,2), меньше всего — в Ляховичском районе (4,7). Самый высокий уровень разводов — в Барановичах (3,7) и Бресте (3,5), самый низкий — в Столинском районе (1,9).
| Браки и разводы на 1000 человек:                                                                |
| Графики недоступны из-за технических проблем. См. информацию на Фабрикаторе и на mediawiki.org. |